# Yvonne Decade
Yvonne Decade est une actrice française, née Claudia Marcelle Yvonne Decade, à Saint-Étienne (Loire), le 14 mai 1923 et morte le 2 juillet 2001 dans la même ville.

## Filmographie

### Cinéma
- 1956 : Les Lumières du soir de Robert Vernay
- 1957 : Mademoiselle et son gang de Jean Boyer
- 1958 : Les Misérables de Jean-Paul Le Chanois - Film tourné en deux époques -
- 1959 : Vous n'avez rien à déclarer ? de Clément Duhour
- 1971 : Mourir d'aimer d'André Cayatte
- 1980 : Simone Barbès ou la vertu de Marie-Claude Treilhou
- 1987 : Masques de Claude Chabrol

### Télévision
- 1971 : Les Enquêtes du commissaire Maigret de Claude Barma, épisode : Maigret et le fantôme : la femme de Lognon
- 1980 : Les Cinq Dernières Minutes Claude Loursais, épisode La boule perdue

## Théâtre
- 1957 : L'Habit vert de Robert de Flers et Gaston Arman de Caillavet, mise en scène Marcel Cravenne [2]
- 1978 : La Culotte de Jean Anouilh, mise en scène Jean Anouilh & Roland Piétri,   Théâtre de l'Atelier